# Kleiner Leuchtturm Borkum

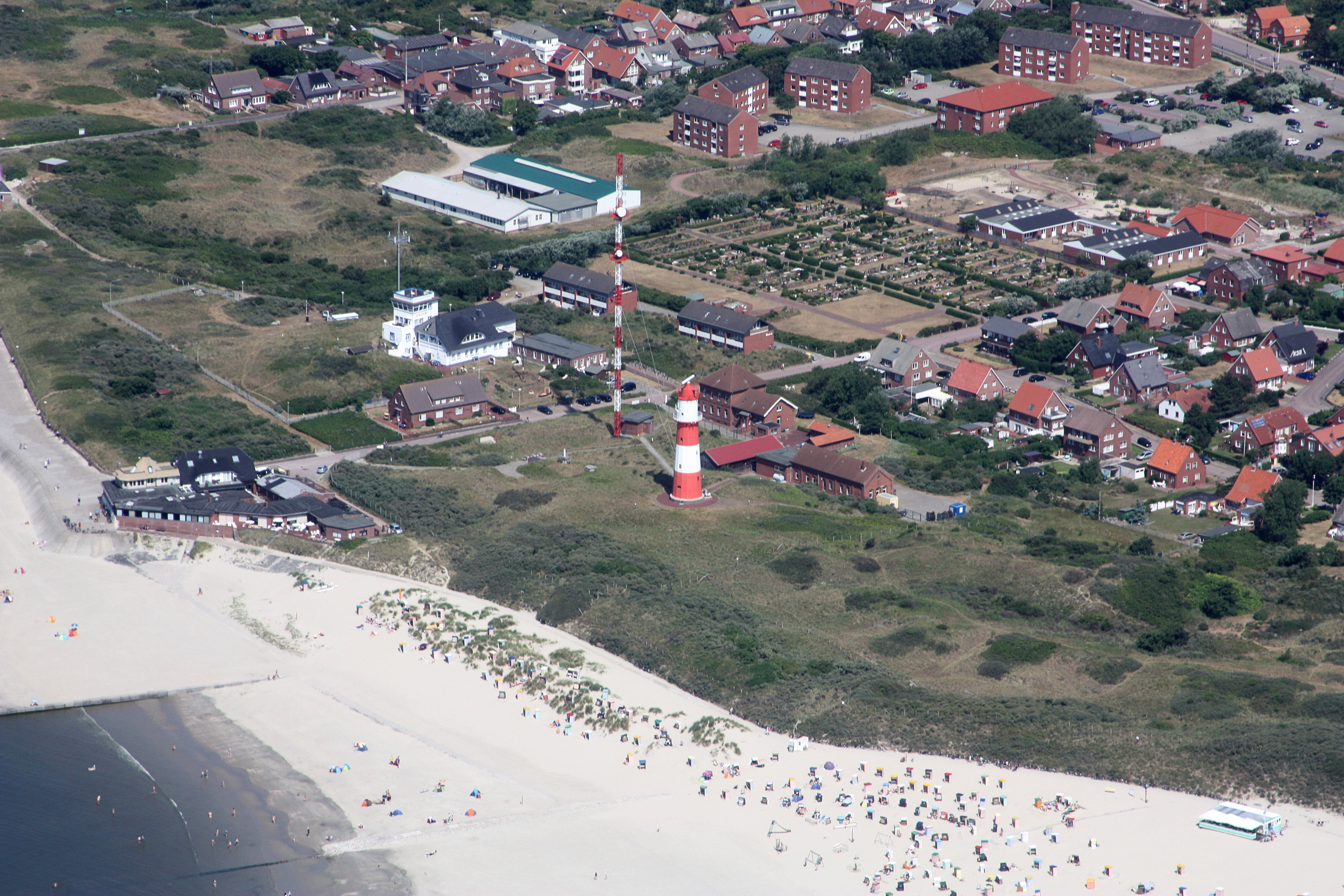
Luftbild

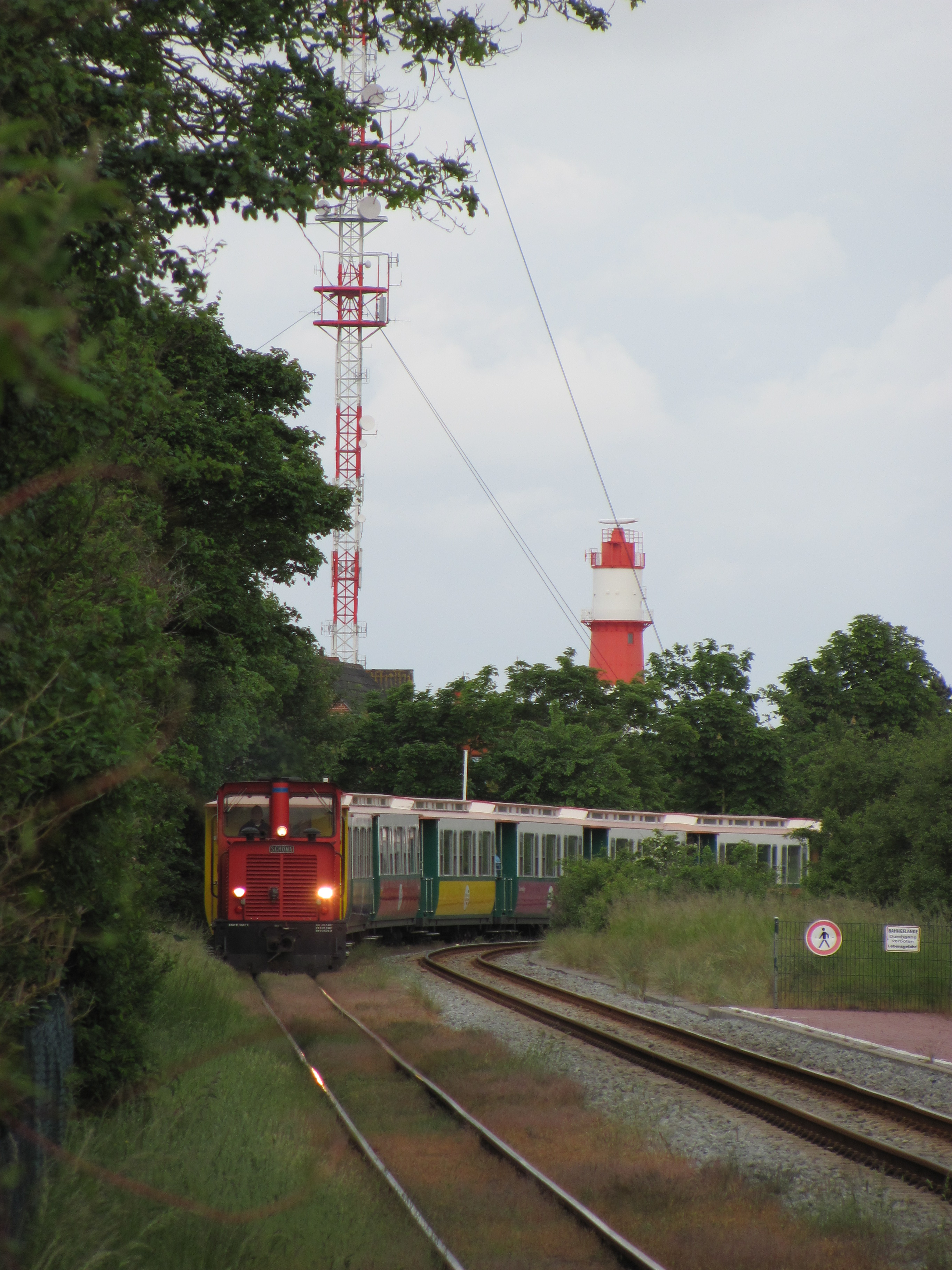
Leuchtturm und Borkumer Kleinbahn

Der Kleine Leuchtturm Borkum (auch: Elektrischer Leuchtturm) befindet sich auf einer zehn Meter hohen Düne an der Südwestseite Borkums und ist einer von drei Leuchttürmen auf Borkum. Er wurde 1888/1889 als Leitfeuer für die beiden Ansteuerungsfahrwasser der Ems, das Hubertgat und die Westerems (Westgat) errichtet. Offiziell ging er am 1. Oktober 1891 in Betrieb und wurde im Sommer 2003 außer Dienst gestellt.

## Deutsch-Niederländisches Projekt
Der rotweiße Leuchtturm wurde 1883 im Rahmen des deutsch-niederländischen Projektes Beleuchtung der Unter-Ems als eines von fünf Leitfeuern geplant und 1890 fertiggestellt. Am 1. Oktober 1891 konnten alle fünf Leuchttürme gemeinsam in Dienst gestellt werden. Jedes der fünf Leitfeuer war für einen festgelegten Abschnitt auf dem Schiffsfahrweg zwischen der Nordsee und Emden zuständig. Der Kleine Leuchtturm Borkum zeigte mit seinem Leitfeuer die Lage der Fahrwasser von Hubertgat und Westerems (Westgat) im äußersten Bereich der Emsmündung. Die anderen Leuchttürme innerhalb des länderübergreifenden Projektes waren:
- Leuchtturm Campen, deutsch
- Pilsumer Leuchtturm, deutsch, Leuchtturmbetrieb im Oktober 1919 eingestellt
- Leuchtturm Watum, niederländisch, im Zweiten Weltkrieg zerstört
- Leuchtturm Delfzijl, niederländisch, im Zweiten Weltkrieg zerstört

## Technische Innovation
Der Kleine Leuchtturm Borkum wurde als Prototyp einer Reihe von insgesamt neun in Deutschland gebauten Leuchttürmen in Fertigbauweise errichtet. Der Leuchtturm ist aus einzelnen, 27 Millimeter starken Segmenten aus Gusseisen, so genannten Tübbingen zusammengesetzt. Der Turm erreicht eine Gesamthöhe von 32 Metern.
Die Bezeichnung „Elektrischer Leuchtturm“ erhielt er, weil er der erste für den elektrischen Betrieb gebaute Leuchtturm in Deutschland war. Dazu erhielt er ein eigenes kleines Kohlekraftwerk, das den Strom erzeugte. Das Baugleis, ein Anschlussgleis der Borkumer Kleinbahn, das zunächst seine Baustelle versorgte, blieb erhalten und wurde nun genutzt, die erforderliche Kohle anzuliefern.

## Zusätzliche Funktionen
Im Laufe der Zeit übernahm der Kleine Leuchtturm Borkum weitere Aufgaben neben seiner Eigenschaft als Leitfeuer für die Seefahrt. Im April 1894 wurde auf Borkum eine See-Telegraphenanstalt eingerichtet, über die die Schifffahrt durch Flaggensignale Nachrichten mit dem Personal des Kleinen Leuchtturms austauschen konnte, die dann per Telegraph weitergeleitet wurden. Die Leitung der See-Telegraphenanstalt hatte die Reichs-Telegraphenverwaltung, das Königreich Preußen stellte das Leuchtfeuerpersonal und die Kaiserliche Marine die Signaleinrichtungen.
Im Mai 1900 wurde die erste amtlichen Küstenfunkstelle der Welt eingerichtet. Aufgabe der Küstenfunkstelle Borkum war der Schiffsmeldedienst, der in Verbindung mit dem Feuerschiff Borkumriff Schiffsmeldungen, die von ankommenden Schiffen aufgegeben wurden, zum Festland übertrug. Die Abwicklung des Funkdienstes übernahmen die Leuchtturmwärter. Dies war die erste für den kommerziellen Gebrauch bestimmte Funkverbindung der Welt.
1925 nahm die Wasser- und Schifffahrtsverwaltung am Kleinen Leuchtturm Borkum eine Wasserstandssignaleinrichtung in Betrieb. Seit 1970 dient der Turm außerdem noch als Antennenträger für das Verkehrssicherungssystem Ems, das in deutsch-niederländischer Kooperation betrieben wird.

## Außerdienststellung
Anfang der 1960er Jahre musste das Leitfeuer für die Westerems auf den Neuen Leuchtturm Borkum verlegt werden, da sich das Fahrwasser der Westerems verschoben hatte. Seitdem war der Leuchtturm nur noch als Leitfeuer für die Ansteuerung des Hubertgats zuständig. Im Sommer 2003 erfolgte schließlich die Außerdienststellung als Leuchtturm, da sich das Fahrwasser im Hubertgat durch Sandverlagerungen verändert hatte.

## Briefmarke
In philatelistischer Würdigung des Turms gab die Deutsche Post AG mit Ausgabetag 12. Juli 2012 ein Postwertzeichen im Wert von 45 Eurocent heraus. Die deutsche Sonderpostwertzeichenserie Leuchttürme (Mi.-Nr. 2942) erscheint seit 2004. Der Entwurf dieser Marke der Briefmarkenserie Leuchttürme stammt, wie alle bisherigen Briefmarken der Serie, vom Grafiker Johannes Graf aus Dortmund nach fotografischer Vorlage vom Wissenschaftsfotograf Reinhard Scheiblich aus Norderstedt. Die Ausgabe erfolgte in einer Auflage von 6.320.000 Stück.